# Ricardo Gómez Gil
Ricardo Gómez Gil (n. 1954) es un profesor y escritor español de literatura infantil y juvenil.

## Biografía
Ricardo Gómez nació en una localidad de la provincia de Segovia.nota2
Tanto el propio autor como en la mayoría de referencias se señala como lugar de nacimiento una localidad de la provincia de Segovia. No obstante, aparece Madrid como ciudad natal en algunas otras.</ref> Con su familia se trasladó de niño a Madrid, donde vive y trabaja. Fue profesor de matemáticas durante veinte años hasta que comenzó a dedicarse por completo a su verdadera vocación, escribir, en este caso sobre todo literatura infantil y juvenil. Desde entonces ha publicado varios libros y recibido muchos premios que se encuentran entre los más valorados en su campo en España. Su obra está compuesta fundamentalmente de narrativa donde aparece, también, el mundo del libro y el placer de leer como en Bruno y la casa del espejo, las matemáticas en La conspiración de los espejos o el drama de la guerra en Diario en un campo de barro. Con anterioridad escribió varios libros para alumnos de Educación General Básica con la editorial Anaya.

## Premios
Entre los galardones recibidos se encuentran el Premio Felipe Trigo de novela en 1999 por Los poemas de la arena, Premio Alandar de Literatura Juvenil en 2003 y 2013, el Premio Barco de Vapor por Ojo de nube y el Premio Cervantes Chico al conjunto de su obra, ambos en 2006, o el Premio Gran Angular en 2010 por Mujer mirando al mar. En 2021 consigue con su obra Música entre ramas el Premio Ala Delta de Literatura Infantil, que concede la editorial Edelvives.